# L'occidente
L'occidente (Eye for Eye) è un film muto del 1918 diretto da Albert Capellani e da Alla Nazimova sotto la supervisione di Maxwell Karger. La sceneggiatura, firmata dallo stesso regista insieme a June Mathis, si basa su L'Occident, un lavoro teatrale di Henry Kistemaeckers che era andato in scena a Parigi per la prima volta il 4 novembre 1913.

## Trama

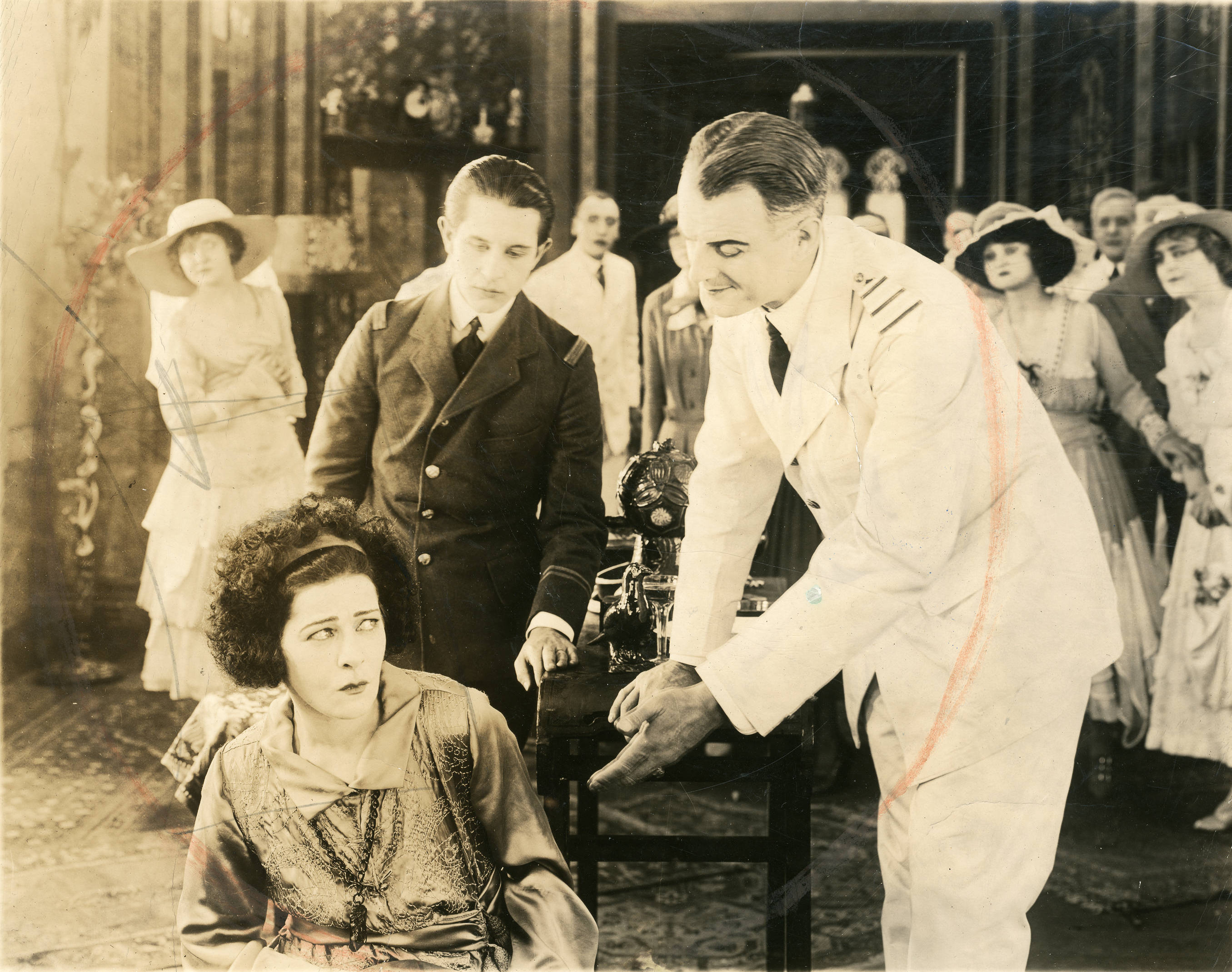
Nazimova e Charles Bryant

Hassouna, la figlia di uno sceicco arabo, aiuta a fuggire il capitano de Cadiere, un ufficiale francese tenuto prigioniero dai beduini. Abbandonata dai suoi a morire nel deserto come punizione per il suo tradimento, Hassouna viene catturata da una tribù di nomadi che la vende a Rambert, il proprietario di un circo che è alla ricerca di una danzatrice. Cadière la vede durante uno spettacolo e, nonostante le rimostranze di sua moglie, adotta la ragazza. Quando la moglie dell'ufficiale lo lascia per un altro uomo, Hassouna lo consola. Ma il suo amore si trasforma presto in odio dopo aver appreso da Taieb, un suo vecchio innamorato, che il capitano è il responsabile della morte di tutta la sua famiglia. Per vendicarsi, progetta di rovinare la reputazione di Ensign Arnauld, l'amatissimo nipote di Cadière. Ma prima di farlo, scopre che le accuse di Taieb erano pura invenzione e che il capitano è innocente.

## Produzione
Il film fu prodotto dalla Nazimova Productions.

## Distribuzione

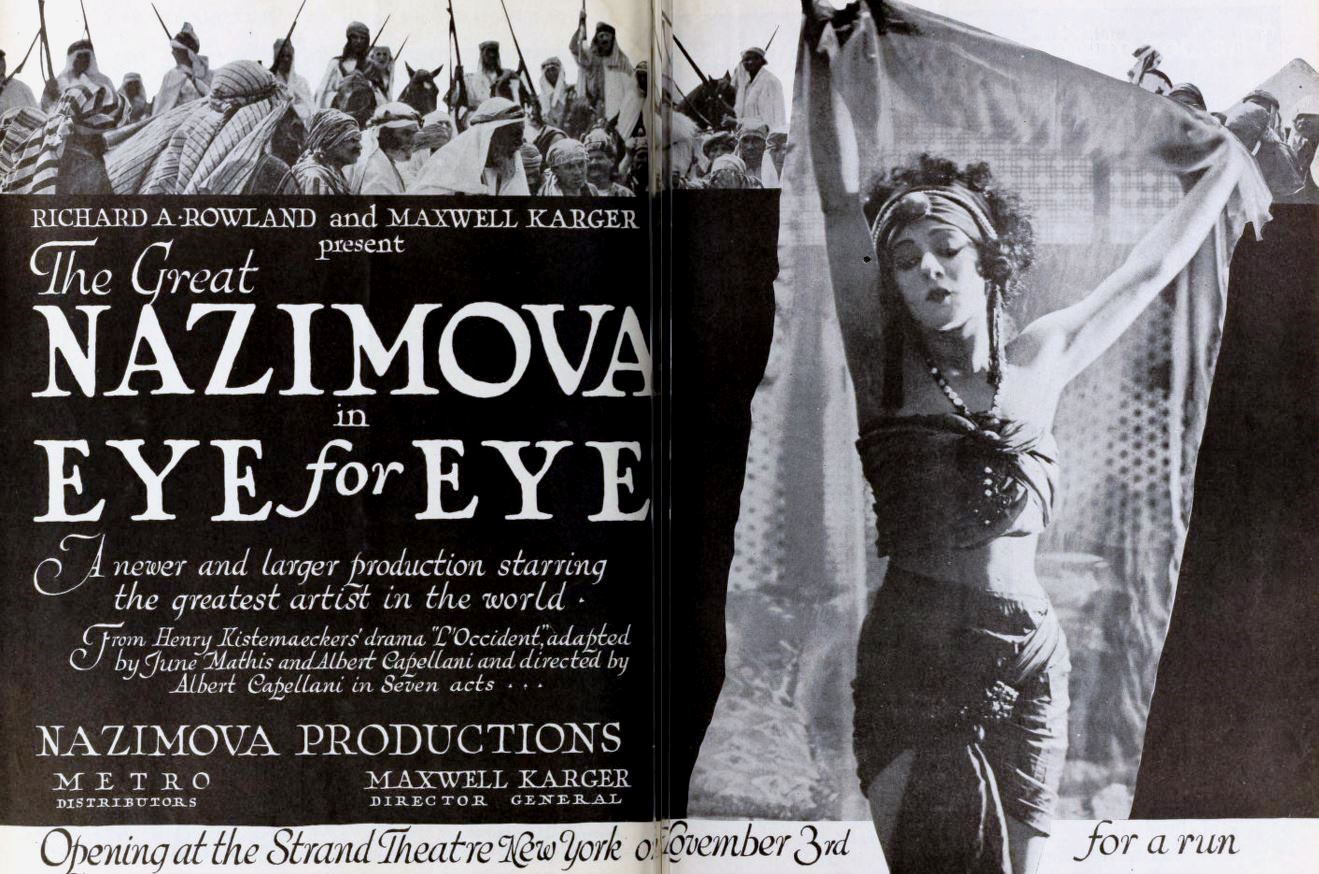
Pubblicità

Il copyright del film, richiesto dalla Metro, fu registrato il 4 dicembre 1918 con il numero LP13166.
Distribuito negli Stati Uniti dalla Metro Pictures Corporation e presentato da Maxwell Karger e da Richard A. Rowland, il film fu proiettato in anteprima a New York il 18 novembre 1918. Uscì poi nelle sale: a Milwaukee fu presentato il 24 novembre; a New York, il 22 dicembre. In Francia, è conosciuto come L'Occident, titolo del lavoro teatrale da cui prende spunto il film.
In Italia, distribuito dalla Metro, ottenne nel novembre 1919 il visto di censura 14564.
Copia completa della pellicola si trova conservata negli archivi del Gosfilmofond di Mosca.